# Davide Faraoni
Marco Davide Faraoni född 25 oktober 1991 i Bracciano, är en italiensk fotbollsspelare som spelar för Fiorentina, på lån från Hellas Verona.

## Karriär
Faraoni gjorde sin debutmatch för Inter i en match mot Milan, den 6 augusti 2011 i italienska supercupen som slutade 2–1 till Milan.
Den 13 januari 2024 lånades Faraoni ut av Hellas Verona till Fiorentina på ett låneavtal över resten av säsongen 2023/2024.